# فيرتشايلد 100
فيرتشايلد 100  (بالإنجليزية: Fairchild 100)‏ هي طائرة خطوط جوية، أحادية السطح مع أجنحة عالية وبمحرك واحد. أنتجت في الولايات المتحدة. من صناعة فيرتشايلد للطيران. كانت تستخدم بشكل أساسي من قبل الخطوط الجوية الأمريكية. كان أول طيران لها في 1930. صنع منها 27 طائرة.